# Rio Merwede
O Merwede é um rio dos Países Baixos que integra o delta do Reno. Corresponde ao curso inferior do rio Waal. Até 1904, incluía também o curso inferior do Mosa, até ser desviado por uma barragem.
O rio começa perto do castelo de Loevestein, na antiga confluência do Waal e do Mosa, onde se encontra a fronteira histórica entre os condados da Holanda e da Guéldria. Hoje, o primeiro trecho do Merwede, chamado Alto Merwede (ou Boven Merwede), forma a divisa entre as províncias do Brabante do Norte e da Holanda do Sul.
Próximo a Gorinchem, o Merwede recebe as águas do Linge e do canal de Merwede. Após Werkendam, o rio divide-se em dois braços, um meridional, chamado Novo Merwede (ou Nieuwe Merwede), artificial, e outro setentrional, de nome Baixo Merwede (ou Beneden Merwede), que segue até Dordrecht, quando se divide novamente no Noord e no Velho Mosa.
O rio é muito usado pela navegação fluvial e nas suas margens há estaleiros, em especial em Gorinchem, Hardinxveld-Giessendam e Sliedrecht.